# Тиман, Йоханнес
Йоханнес Тиман (нем. Johannes Thiemann; род. 9 февраля 1994, Трир, Рейнланд-Пфальц) — немецкий баскетболист. Выступает за японский баскетбольный клуб «Гумма Крейн Тандерз».

## Карьера
3 июня 2016 Тиман подписал контракт с баскетбольным клубом «Ризен Людвигсбург». Во время сезона 2020-21, он набирал 7.7 очков и 3.8 подбора за игру в баскетбольном клубе «Альба Берлин». 21 июня 2021 года Тиман переподписал с клубом контракт на 3 сезона.

## Сборная Германии
В 2016 году, Тиман совершил дебют за сборную Германии. Йоханнес также сыграл в Олимпийских играх 2020 в Токио, он набирал 6,5 очков в среднем за матч, а сборная дошла до четвертьфинала. Тиман в составе сборной Германии стал бронзовым призёром Евробаскета 2022.

## Достижения

### Клубные
- Чемпион Германии (5): 2014/2015, 2015/2016, 2019/2020, 2020/2021, 2021/2022
- Обладатель Кубка Германии: 2021/2022

### Сборная Германии
- Чемпион мира: 2023
- Бронзовый призёр чемпионата Европы: 2022